# Edgar Padilla
Edgar Padilla, né le 9 mai 1975 à Toa Alta, à Porto Rico, est un joueur portoricain de basket-ball. Il évolue durant sa carrière au poste de meneur.

## Palmarès
- Finaliste du championnat du monde des 22 ans et moins 1999
- 3e des Jeux panaméricains de 1999